# Куккурипа
Куккурипа (также Шри Шантибхадра) — выдающийся индийский тантрик, один из 84-х буддийских махасиддхов, особо почитаемый среди основателей линии Кагью тибетского буддизма.
Давал наставления тибетцу Марпе-переводчику, который приезжал в десятом веке Индию в поисках буддийского учения. Он считается автором  нескольких поэм и сочинения «Чарьяпада» (санскр. "Основы Пути").
Родился в семье брахманов, жил в Капилавасту.
Биографические сведения о Куккурипе эпизодичны, в «Жизнеописании Марпы» он представлен как житель «ядовитого острова».
Вот так говорится о поисках Марпой махасиддха Куккурипы в "Жизнеописании Марпы" (недоступная ссылка):

 Наропа сказал Марпе:
«Отсюда до острова в ядовитом озере – путь длиной в полмесяца.
Ядовитая вода сначала доходит до щиколоток, потом до колен, потом до бедер, и, в конце концов, придётся плыть.
Плыви от стволов деревьев к стволам. Если два дерева растут вместе, то проходи через них.
Когда выйдешь хоть на немного открытый участок земли, там и заночуй.
Тело Куккурипы покрыто шерстью, лицо как у обезьяны. Цвет лица очень плох.
А ещё он может превращаться во что угодно.
Скажи ему, не теряясь, что тебя прислал Наропа,
и попроси его дать тебе учение Махамайи и прочие учения».

Рассказ о Куккурипе содержится также в труде индийского философа-буддиста Абхаядатты, жившего в одиннадцатом веке "Жизнеописания 84-х махасиддхов" (история №34). Его называют также "любителем собак", он жил на острове в окружении собак, и в жизнеописании говорится, как он отказался от приглашения богов остаться с ними на большее время, чтобы вернуться на землю и накормить приблудную собаку, которая стала его другом.